# Petronellakapelle Dirlau

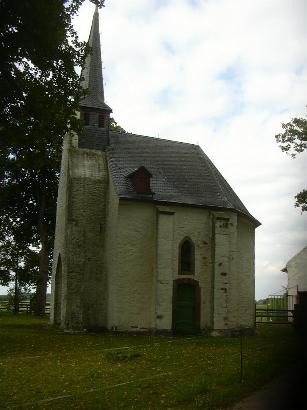
Kapelle

Die Petronellakapelle Dirlau steht zwischen Vettweiß-Füssenich-Sievernich-Müddersheim in den Feldern der Zülpicher Börde. Bis zu der am 1. Januar 1975 in Kraft getretenen kommunalen Neugliederung gehörten Gut und Kapelle zu der dem Amt Vettweiß angehörigen Gemeinde Sievernich, die heute Ortsteil der Gemeinde Vettweiß ist. Kirchlich gehörte das Gut Dirlau ursprünglich zum Kloster Füssenich (heute zur Gemeinde Sievernich, also dem Bistum Aachen) nur die Kapelle gehört heute noch zur Pfarre Füssenich, also zum Erzbistum Köln.
Am Gut Dirlau mit der Petronellakapelle kreuzen sich der Heerweg und die Aachen-Frankfurter Heerstraße, die heute bedeutungslose Wirtschaftswege in der Feldgemarkung sind. Immer noch wird im Volksmund erzählt, dass die Kapelle von einem deutschen Papst mit einigen anderen Kirchen im Land am Neffelbach geweiht worden sei. Die heutige Kapelle ist nach Clemen ein Bauwerk des 12. Jahrhunderts, die im Laufe der Zeiten umgebaut wurde.
Das Fest der Kapellenpatronin Petronilla (Petronella) wird am 31. Mai gefeiert. Bis zum Jahre 1890 kamen besonders an diesem Tage Prozessionen, kleine Gruppen und Einzelpersonen zur Verehrung der Heiligen, die um Fürsprache bei Fieber angerufen wird. Die Prozession aus Füssenich brachte an diesem Tage ihre Statue und Reliquien zur Kapelle, die wohl seit der Säkularisation in der dortigen Pfarrkirche aufbewahrt wurden. 
Nach der Legende ist Petronella die Tochter des hl. Petrus. Sie wird daher mit Schlüssel und Besen dargestellt, Attribute, die sie als Verwalterin des Hauses des hl. Petrus kennzeichnen sollen. Da an ihrem Festtag so viele Wallfahrer zur Kapelle strömten, musste die Predigt im Freien gehalten werden. Nach dem Gottesdienst wurde der Geistliche traditionsgemäß vom Gutshalfen zu einem Frühstück eingeladen. Die Pilger ruhten sich dann unter den Bäumen aus und verzehrten ihre mitgebrachten Brote. An einigen Krambuden konnte man Wecken und Schnaps erstehen. 1890 musste die Prozession eingestellt werden, weil die Kapelle zerfallen war. Sie wurde in den Jahren 1906/07 wiederhergestellt, aber um fast die Hälfte verkleinert. 1931 lebte die Prozession von Füssenich aus für einige Jahre wieder auf, sie ging aber in der Zeit des Nationalsozialismus unter. Alljährlich am 31. Mai wird in der Kapelle eine Messe gefeiert und eine Predigt an die Pilger gerichtet.
Der romanische Chorbau aus dem 12. Jahrhundert hat eine Apsis, deren Rundbogenfenster später vermauert oder in rechteckige Fenster abgeändert worden sind. Im 17. bis 18. Jahrhundert wurde ein Langhaus errichtet, an dessen Westseite ein Glockentürmchen angebaut wurde. 1963/1964 wurde die Kapelle erneut restauriert. 
Die Kapelle steht unter Denkmalschutz.